# Lukas Feurstein
 Lukas Feurstein, né le 18 mai 2001, est un  skieur alpin autrichien.

## Biographie
En 2019 à Jahorina, au Festival olympique de la jeunesse européenne, il prend la 3e place du slalom et la 2de de l'épreuve par équipe avec l'Autriche.
En 2021 à Bansko il est champion du monde juniors de slalom géant et vice-champion de super G.
En 2022, il réalise 3 podiums en Coupe d'Europe, et prend la 3e place du classement général du super G.
L'année suivante il réalise son premier top-10 en coupe du monde de super G, en se classant 6e de l'épreuve de Cortina d'Ampezzo le 28 janvier 2023. Le lendemain, il se blesse au genou dans le second super G et met fin à sa saison.
De retour de blessure, il obtient son premier top-10 en coupe du monde de slalom géant en prenant la 10e place de l'épreuve de Palisades Tahoe fin février 2024. En avril 2024, il prend la 3e place des championnats d'Autriche de super G à Reiteralm.
Il débute bien sa saison de coupe du monde, en décrochant son premier podium début décembre 2024 avec la 3e place du super G de Beaver Creek. En février 2025, il participe à ses premiers championnats du monde à Saalbach. Il s'y classe 11e du super G. Fin mars, il remporte brillamment sa première victoire en coupe du monde en s'imposant dans le super G de Sun Valley.

## Palmarès

### Championnats du monde
| Édition / Epreuve      | Descente | Super G | Slalom géant | Slalom | Combiné | Combiné par équipe | Parallèle | Team event |
| Mondiaux 2025 Saalbach | -        | 11e     | -            | -      | -       | -                  |           |            |

### Coupe du monde
- Meilleur classement général : 34e en 2025 avec 268 points.
- Meilleur classement de super G: 9e en 2025 avec 236 points.
- Meilleur classement de slalom géant: 32e en 2024 avec 44 points.
- 6 tops-10 avec 2 podiums dont 1 victoire.

#### Détail des victoires
| Saison / Épreuve | Super G    | Total |
| 2024-2025        | Sun Valley | 1     |
| Total            | 1          | 1     |

#### Classements
| Saison / Épreuve | Saison / Épreuve | Général | Général | Descente | Descente | Super G | Super G | Géant  | Géant  | Slalom | Slalom | Combiné | Combiné |
| ---------------- | ---------------- | ------- | ------- | -------- | -------- | ------- | ------- | ------ | ------ | ------ | ------ | ------- | ------- |
| Saison / Épreuve | Saison / Épreuve | Class.  | Points  | Class.   | Points   | Class.  | Points  | Class. | Points | Class. | Points | Class.  | Points  |
| 2023             | 2023             | 100e    | 44      | -        | -        | 32e     | 44      | -      | -      | -      | -      | -       | -       |
| 2024             | 2024             | 70e     | 93      | -        | -        | 25e     | 48      | 32e    | 45     | -      | -      | -       | -       |
| 2025             | 2025             | 34e     | 268     | -        | -        | 9e      | 236     | 35e    | 32     | -      | -      | -       | -       |

### Championnats du monde juniors
| Épreuve / Édition          | Descente | Super G | Slalom géant | Slalom | Combiné | Team event |
| Mondiaux 2019 Val di Fassa | -        | -       | 16e          | -      | Abandon | -          |
| Mondiaux 2020 Narvik       | -        | 6e      | -            | annulé | -       | annulée    |
| Mondiaux 2021 Bansko       | annulé   | Argent  | Or           | 6e     | annulé  | annulé     |

### Coupe d'Europe
7 tops-10 dont 3 podiums

#### Classements
| Saison / Épreuve | Saison / Épreuve | Général | Général | Descente | Descente | Super G | Super G | Géant  | Géant  | Slalom | Slalom | Combiné | Combiné |
| ---------------- | ---------------- | ------- | ------- | -------- | -------- | ------- | ------- | ------ | ------ | ------ | ------ | ------- | ------- |
| Saison / Épreuve | Saison / Épreuve | Class.  | Points  | Class.   | Points   | Class.  | Points  | Class. | Points | Class. | Points | Class.  | Points  |
| 2021-2022        | 2021-2022        | 8e      | 376     | -        | -        | 3e      | 262     | 24e    | 108    | 77e    | 6      | -       | -       |

### Festival olympique de la jeunesse européenne
| Édition / Epreuve  | Slalom géant | Slalom | Team event |
| FOJE 2019 Jahorina | 17e          | Bronze | Argent     |